# حسن بلاسم
حسن بلاسِم (بالفنلندية: Hassan Blasim)‏ ( 1973 بغداد -) كاتب وشاعر وسينمائي عراقي مقيم في فنلندا. له كتب عديدة في مجالات الشعر والسينما والرواية الخيالية. صدرت مجموعة قصص له مترجمة عن اللغة العربية إلى الإنجليزية «مجنون ساحة الحرية» عن دار كومابريس في انكلترا 2009. وقد تُرشحت المجموعة لـ جائزة الإندبندنت لأدب الخيال الأجنبي 2010، وجائزة فرانك أوكونور العالمية 2010.

## الحياة المُبكّرة والتعليم
وُلد حسن بلاسم عام 1973. أصبح في وقتٍ ما مخرجًا سينمائيًا فضلًا عن كونه كاتبًا عراقي المولد يكتبُ بالعربية، لكنّه يحملُ جنسية فنلندا الدولة التي يعيشُ فيها.

## المسيرة المهنيّة
غادر بلاسم العراق في عام 2000 هربًا من الاضطهاد بسبب أفلامه، بما في ذلك الكاميرا التي كان يُصوّر بها المنطقة الكردية في شمال العراق وحول الهجرة القسرية للأكراد من قبل نظام صدام حسين. بعد سفره في أوروبا لمدة أربع سنوات، استقر في فنلندا عام 2004، حيث مُنح حق اللجوء. قام بعمل أربعة أفلام قصيرة لشركة البث الفنلندية أوليسراديو. أُدرجت مجموعته القصصية القصيرة The Madman of Freedom Square في قائمة طويلة لجائزة إندبندنت أجنبي فيكشن في عام 2010. صدر كتابه المسيح العراقي الذي ترجمه جوناثان رايت من العربية إلى الإنجليزية، عن دار نشر Comma Press في عام 2013. تم نشر مجموعة مختارة من قصصه من قبل Penguin US في عام 2014. وقد فاز بعدد من الجوائز كما أنه واحدٌ من أربعة فائزين بجوائز كتاب نادي القلم الدولي في برنامج الترجمة. في عام 2014، أصبح أول كاتب عربي يفوز بجائزةِ الإندبندنت لأدب الخيال الأجنبي.

## أفلامه
- جذور، وثائقي قصير، سيناريو وإخراج، فنلندا، 2008
- حياة بسرعة الضحك، فيلم تجريبي قصير (10 دقيقة) فكرة وإخراج، فنلندا إنتاج 2007، عرض في برنامج السينما الجديدة: Uusi Kino / yle1 2008
- تقرير تلفزيوني، 18 دقيقة، عن الدكتور الباحث الفنلندي ماركو يونتونين أثناء بحثه عن أوضاع لاجئ عراقي يعيش في فنلندا، كتابة وإخراج، فنلندا، 2007
- ميت في طبعات، فيلم قصير، سيناريو وإخراج، فنلندا، 2006
- (جرح الكاميرا)، روائي طويل باللغة الكردية، السليمانية، 2000
- بياض الطين (سيناريو وتمثيل)، حاصل على جائزة أفضل عمل متكامل في مهرجان أكاديمية الفنون، بغداد، 1997
- كابينتا (سيناريو وتمثيل)، بغداد، 1997
- كاردينيا (سيناريو وإخراج)، 1996، حائز على جائزة أفضل عمل متكامل في مهرجان أكاديمية الفنون للفيلم الوثاقي الثاني وجائزة أفضل إخراج في مهرجان دائرة السينما والمسرح.

## كتبه
- مجنون ساحة الحرية. مجموعة قصصية صدرت باللغة الانلكيزية عن دار كومابريس في انكلترا 2009. ترجمة جونثان رايت. المجموعة لم تصدر بعد باللغة العربية[28]
- طفل الشيعة المسموم ـ مجموعة قصصية. صدرت عن موقع القصة العر اقية 2008
- كتاب جرح الكاميرا ـ كتابات عن السينما ـ صدر عن موقع القصة العراقية 2007[29]
- كتاب (الغرق في الوجود)رسائل. بالاشتراك مع الاديب والمترجم العراقي عدنان المبارك. 2006 5 ـ مجموعة من المقالات السينمائية في كتاب مشترك (حول السينما الشعرية) اعداد وكتابة صلاح سرميني ـ صدر في سلسلة (كراسات السينما) بمناسبة الدورة الرابعة لـ(مُسابقة أفلامٍ من الإمارات) في (أبوظبي) 2006.[30]
- مجموعة من المقالات السينمائية في كتاب مشترك (حول الفيلم القصير) اعداد وكتابة صلاح سرميني ـ صدر في سلسلة (كراسات السينما) بمناسبة الدورة الرابعة لـ(مُسابقة أفلامٍ من الإمارات) في (أبوظبي) 2005[31]
- شارك في كتاب: مدينة، قصص من الشرق الأوسط، الذي صدر في اللغة الإنكليزية عن دار كومابريس ـ 2008، بمساهمة كل من: نديم غورسيل الذي كتب «قصة إسطنبول»، وجمال الغيطاني كاتب «قصة الإسكندرية»، وفدوى القاسم صاحبة «قصة دبي»، وعلاء حليحل صاحب «قصة عكا»، وحسن بلاسم الذي له «قصة بغداد»، ويوسف المحيميد مؤلف «قصة الرياض»، والياس فركوح كاتب «قصة عمان»، ونبيل سليمان صاحب «قصة اللاذقية»، وجمانة حداد صاحبة «قصة بيروت»، إضافة إلى الكاتب الإسرائيلي اسحق لاوور مؤلف «قصة تل أبيب[32]
- يجب شراء إعلانات الشعر ـ مجموعة شعرية
- رواية المسيح العراقي (2013) مجموعة قصصية. حصل بها الكاتب على جائزة مجلة الاندبندنت للادب الاجنبي في 2014
- كتاب معرض الجثث (2014)[33]
- كتاب بلبل السيد (2020)